# Polska czerwona księga zwierząt. Bezkręgowce
Polska czerwona księga zwierząt. Bezkręgowce – drugi tom Polskiej czerwonej księgi zwierząt. Zawiera listę ginących gatunków zwierząt bezkręgowych występujących w Polsce, z dokładnym ich opisem i mapami rozmieszczenia. Określa także stopień zagrożenia poszczególnych gatunków, rzadkość ich występowania oraz stosowane i proponowane sposoby ochrony. 
Przy tworzeniu księgi pracowało kilkudziesięciu naukowców z różnych ośrodków w Polsce. Całość prac prowadzili i koordynowali Zbigniew Głowaciński, z Instytutu Ochrony Przyrody Polskiej Akademii Nauk w Krakowie, i Janusz Nowacki, z Akademii Rolniczej im. A. Cieszkowskiego w Poznaniu. Publikacja ukazała się w 2004 roku.

## Wykaz uwzględnionych gatunków

### EX – gatunki zanikłe
1. brodawnica
2. mamrzyca rudobrzucha
3. mrówkolew drzewny
4. odródka długoogoniasta
5. perłoródka rzeczna
6. skrzelopływka bagienna
7. świdrzyk śląski
8. Adapsilia coarctata
9. Aphaenogaster subterranea
10. Ditylus laevis
11. Eurycolpus flaveolus
12. Sphenometopa fastuosa

### EX? – gatunki prawdopodobnie zanikłe
1. obrostka murówka
2. pawężnica chropawa
3. pazurecznik wielki
4. ponowczyk
5. trętwisz
6. ustylak
7. wygłada ciemna
8. wysmuklica podobna
9. wytrzeszczka
10. zadrzechnia fioletowa

### CR – gatunki skrajnie zagrożone
1. barczatka borówczanka
2. bogatek wspaniały
3. brzeginia północna
4. chwatosz pluskwiakowiec
5. goleńczyk szczupły
6. górówka sudecka
7. gracz
8. grzebacz wielki
9. jeziornica rupiowa
10. klecanka rdzaworożna
11. kłuk nakrapiany
12. kołowatek jasnoczułki
13. komarowiec
14. kowalina łuskoskrzydła
15. łątka zielona
16. marchołt
17. modraszek gniady
18. mokrzelica Hermanna
19. nastecznik żółtoskrzydły
20. niedźwiedziówka hebe
21. niepozorka ojcowska
22. niepylak apollo
23. obrostka ciemnonoga
24. opiołek znamienity
25. opylec ciemny
26. pilnicznik fiołkowy
27. płatkostopek ostronogi
28. poczwarówka górska
29. poczwarówka jajowata
30. poczwarówka kolumienka
31. poczwarówka pagoda
32. poczwarówka pagórkowa
33. poczwarówka północna
34. poczwarówka zębata
35. porobnica paskowana
36. przylepek brodacznik
37. przylepek nabuczak
38. rozmiazg kolweński
39. sawczynka piaskowa
40. skalnik bryzeida
41. skalnik driada
42. strzępotek edypus
43. ślimak obrzeżony
44. ślimak Rossmässlera
45. ślimak tatrzański
46. świdrzyk kasztanowaty
47. świdrzyk łamliwy
48. świdrzyk ozdobny
49. wstęgówka bagienka
50. wygłada dwulistwówka
51. wysmuklica tarczowa
52. zadrzechnia czarnoroga
53. zawójka rzeczna
54. ziołomirek stepowy
55. Acontia lucida
56. Aechmites terricola
57. Behningia ulmeri
58. Bolbelasmus unicornis
59. Cornumutila quadrivittata
60. Epaphius rivularis
61. bagiennik nieparek
62. Mesogona acetosellae
63. Oligoneuriella pallida
64. Pollenia venturii
65. Sphecomyia vittata
66. Stenopogon callosus
67. Stratiomys ruficornis

### EN – gatunki bardzo wysokiego ryzyka
1. biegacz Fabrycjusza
2. cudzich brunatny
3. dostojka eunomia
4. gałeczka żeberkowana
5. gmachówka smolista
6. górówka pronoe
7. gruboudka Ahrensa
8. gryziel stepowy
9. iglica mała
10. jelonek rogacz
11. kolcoszyjek sprężykowy
12. konarek tajgowy
13. kraśnik smugowiec
14. kwietnica Fiebera
15. łada Jelskiego
16. miedziopierś górska
17. mszarnik jutta
18. modliszka zwyczajna
19. modraszek arion
20. modraszek eroides
21. modraszek orion
22. mrówka uralska
23. mrówkolew południowy
24. mrówkolew wydmowy
25. nadobnica alpejska
26. nadobnik włoski
27. namrówka Ravoux'a
28. namułek pospolity
29. nawodnik ozdobny
30. niedźwiedziówka dwórka
31. opiętek białowieski
32. osadnik wielkooki
33. ozdobnica Forsslunda
34. pasterek blady
35. piechotek leśny
36. poczwarówka zwężona
37. podrywek szerokogrzbiety
38. pokątnik złowieszczek
39. ponurek Schneidera
40. poskocz krasny
41. przeplatka aurinia
42. pysznik dębowiec
43. ryżak austriacki
44. rzemlik kropkowany
45. skójka gruboskorupowa
46. Stepówka nadnidziańska
47. strojniś nadobny
48. strzępotek hero
49. szczeżuja spłaszczona
50. szczeżuja wielka
51. szklarka podziemna
52. szlaczkoń torfowiec
53. ślimak żeberkowany
54. świdrzyk siedmiogrodzki
55. świerszczyk szary
56. witalnik węgliniak
57. wysmuklica białoskrzydła
58. wysmuklica przerwana
59. wysmuklica żałobna
60. wysmuklica żółtonoga
61. wyżłobik dębowiec
62. zaciętka
63. zaciosek Heyera
64. zagłębek bruzdkoany
65. złotook
66. żwin polluks
67. Aedia funesta
68. Ametropus fragilis
69. Brachymyia floccosa
70. Carabus clatratus
71. Criorhina pachymera
72. Dermestoides sanguinicollis
73. Hagenella clathrata
74. Heterocapillus tigripes
75. Gyraulus acronicus
76. Neobisium polonicum
77. Nothorhina punctata
78. Phasia aurigera
79. Polistichus connexus
80. Siro carpathicus

### VU – gatunki wysokiego ryzyka
1. barczatka kataks
2. błyszczka mikrogamma
3. błyszczka zosimi
4. czerwończyk fioletek
5. doskocz górski
6. dostojka akwilonaris
7. gałeczka rzeczna
8. godnica pontyjska
9. goroń tatrzański
10. groszkówka głębinowa
11. hubowiec osowaty
12. kozioróg dębosz
13. krasopani hera
14. kraśnik kminowiec
15. kulczanka plamista
16. miedziopierś północna
17. modraszek alkon
18. mrówka północna
19. mrówka smętnica
20. muzyk panoński
21. naboczeń
22. niedźwiedziówka plamica
23. niedźwiedziówka włodarka
24. niekrocz bagniczak
25. niepylak mnemozyna
26. osarek murarkowy
27. pachnica dębowa
28. paź żeglarz
29. piewik podolski
30. piewik tajgowy
31. pijawka lekarska
32. piórolotek bagniczek
33. pływak szerokobrzeżek
34. pstrokaczek ukraiński
35. rak szlachetny
36. rączyca wielka
37. rozpucz stepowy
38. smukwa kosmata
39. sówka platynówka
40. szklarnik leśny
41. szlaczkoń szafraniec
42. tęgosz rdzawy
43. trajkotka czerwona
44. Allogamus starmachi
45. Antipalus sinuatus
46. Brachycoleus decolor
47. Caliprobola speciosa
48. Ctenophora ornata
49. Exoprosopa cleomene
50. Hyperoscelis eximia
51. Pangonius pyritosus
52. Pocota personata
53. Trichoferus pallidus
54. Xylomyia maculata

### LR – gatunki niższego ryzyka
1. czerwończyk nieparek
2. modraszek nausitous
3. modraszek telejus
4. mól borowiczak
5. niedźwiedziówka krasa
6. ogniwaczek tajwanek
7. piewik bagienny
8. postojak wiesiołkowiec
9. przeplatka maturna
10. ślimak żółtawy
11. wielbłądka
12. żniwiarka śródziemnomorska
13. żylenica
14. Pisidium tenuilineatum